# Tomás Pero-Sanz Zorrilla
Tomás Miguel Pascual Santiago Pero-Sanz Zorrilla (Bilbao, 17 de mayo de 1893-Bilbao, 1 de julio de 1959) fue un político español, alcalde de Bilbao entre 1941 y 1942.

## Biografía
Nació en Bilbao el 17 de mayo de 1893 hijo de un matrimonio de comerciantes originarios de la provincia de Burgos. Estuvo adscrito ideológicamente al tradicionalismo carlista y perteneció a Comunión Tradicionalista antes de la Guerra Civil. Sucedió en el cargo de alcalde de Bilbao a José María Oriol y Urquijo ocupando el cargo entre el 20 de febrero de 1941 y el 6 de noviembre de 1942. Se ha destacado de su mandato como rasgo su interés, propio del llamado «nacionalcatolicismo», en mezclar aspectos religiosos con el día a día de la política municipal. Falleció el 1 de julio de 1959 en Bilbao.